# Joe Perry (jugador de snooker)
Joe Perry (Wisbech, 13 de agosto de 1974) es un jugador profesional de snooker inglés. Apodado "el caballero", Perry subió en la clasificación de manera constante después de convertirse en profesional en 1992 y llegó al Top 16 por primera vez en 2002.

## Trayectoria
Nació en la localidad inglesa de Wisbech en 1974. Es jugador profesional de snooker desde 1991. Su primera final de ranking llegó en el European Open de 2001 y tuvo que esperar otros 13 años para una segunda, que llegó en el Wuxi Classic de 2014. Perry ganó su primer título de ranking en la Gran Final del Players Championship de 2015, a la edad de 40 años y en su 23.ª temporada como profesional. También ganó el Abierto de Yixing de 2013, de clasificación menor, y el Abierto de Xuzhou de 2015. En 2016 fue subcampeón del Abierto Mundial y del Masters de Europa en 2018.
Perry llegó a la final de un torneo de la Triple Corona por primera vez en el Masters de 2017, perdiendo 7-10 ante Ronnie O'Sullivan. Perry había llegado previamente a las semifinales del Campeonato del Reino Unido en 2004 y 2005, y a las semifinales del Campeonato Mundial en 2008.
Perry consiguió su segundo título de ranking en el Welsh Open de 2022 al derrotar a Judd Trump por 9-5 en la final. Dijo que ganar el torneo fue "el momento más destacado de mi carrera, con diferencia". A los 47 años, se convirtió en el segundo jugador de mayor edad en ganar un título de ranking, después de Ray Reardon , que tenía 50 años cuando ganó su último evento de ranking en 1982. Sin embargo, Mark Williams ganó posteriormente el British Open de 2023 a los 48 años, lo que convirtió a Perry en el tercer ganador de eventos de ranking de mayor edad.
No ha logrado, hasta la fecha, hilar ninguna tacada máxima, y la más alta de su carrera está en 145.
Perry es comentarista de la BBC.

## Vida personal
Perry sufre de espondilitis anquilosante. Antes de que le diagnosticaran correctamente, estaba considerando abandonar el deporte: "Le dije a mi esposa que estaba pensando en dejarlo porque no podía soportarlo más. Sentí que no tenía sentido viajar al extranjero y luego no poder practicar y perder partidos". 
Perry es seguidor del Arsenal FC.